# 宾州 (广西)
宾州，中国古代的州。
唐朝贞观五年（631年）置，治所在领方县（今广西壮族自治区宾阳县南）。下辖：领方县、思干县（今广西宾阳县思陇镇）、琅邪县（今广西宾阳县武陵镇甘寨村）、安城县。辖境相当今广西壮族自治区宾阳县地。天宝元年（742年）改为安成郡，至德二载（757年）改领方郡。乾元元年（758年）复为宾州。宋朝以后扩大。元朝时，升为路，辖境相当今宾阳、上林二县及来宾市西部等地。后复降为州。
明朝初年，以州治领方省入。清朝雍正三年（1725年）升为直隶州。辖境扩大，相当今宾阳、来宾、上林、武宣等县市地。十二年降为散州，不辖县。民国初年，全国废府州厅改县，改为宾县。
宾州刺史
- 李师素（820年）
- 李容（长庆初年）